# Colonia Ermita
La colonia Ermita es una colonia ubicada en la alcaldía Benito Juárez, en la Ciudad de México al suroriente de esta.

## Ubicación
Se ubica en el extremo suroriente de Benito Juárez, los límites de esta colonia son los siguientes: al norte limita con la Colonia Miravalle en la Calzada Ermita-Iztapalapa (Eje 8 Sur); al oriente limita con la colonia El Prado de la delegación Iztapalapa mediante la Avenida Plutarco Elías Calles; al sur limita con la Colonia Country Club de la delegación Coyoacán en la Avenida Río Churubusco y al poniente limita con la Colonia Portales siendo el límite la Calzada de Tlalpan.

## Nomenclatura
La nomenclatura de la colonia Ermita pertenecen a nombres de arqueólogos y escritores destacados como Alfonso Caso, Frans Blom y Francisco Rojas González.

## Transporte
La estación de la Línea 2 y Línea 12 del Metro de la Ciudad de México corresponde a la estación Ermita.
- Datos: Q21515183